# Berezova Rudka, Pîreatîn
Berezova Rudka (în ucraineană Березова Рудка) este localitatea de reședință a comunei Berezova Rudka din raionul Pîreatîn, regiunea Poltava, Ucraina.

## Demografie
Componența lingvistică a localității Berezova Rudka
     Ucraineană (96,3%)
     Rusă (2,69%)
     Alte limbi (0,3%)
Conform recensământului din 2001, majoritatea populației localității Berezova Rudka era vorbitoare de ucraineană (96,3%), existând în minoritate și vorbitori de rusă (2,69%).